# L'Instant d'après
Albums de Natasha St-Pier
De l'amour le mieux
(2002) Longueur d'ondes
(2006)
L'Instant d'après est le quatrième album studio de la chanteuse acadienne Natasha St-Pier. Il sort en 2003, à la même période où l'opus De l'amour le mieux sort dans les pays non francophones. Il eut du succès dans plusieurs pays y compris en France où il fut classé 3e du hit-parade.

## Pistes
| No  | Titre                                             | Paroles                         | Musique              | Durée |
| --- | ------------------------------------------------- | ------------------------------- | -------------------- | ----- |
| 1.  | Tant que c'est toi[Single]                        | Lionel Florence, Julie d'Aimé   | Pascal Obispo        | 6:24  |
| 2.  | Quand on cherche l'amour[Single]                  | Lionel Florence, Patrice Guirao | Pascal Obispo        | 3:36  |
| 3.  | Mourir demain[Single] (en duo avec Pascal Obispo) | Lionel Florence                 | Asdorve              | 3:37  |
| 4.  | Plus simple que ça                                | Julie d'Aimé, Alana Filippi     | David Gategno        | 3:33  |
| 5.  | J'avais quelqu'un[Single]                         | Marie-Jo Zarb, Frédéric Doll    | Stanislas Renoult    | 3:23  |
| 6.  | Je te souhaite[Single]                            | Lionel Florence                 | Pascal Obispo        | 3:48  |
| 7.  | Chacun pour soi                                   | Frédéric Doll                   | Volodia              | 4:02  |
| 8.  | Pour le meilleur                                  | Élodie Hesme                    | David Gategno        | 3:06  |
| 9.  | Croire                                            | Lionel Florence                 | Pascal Obispo        | 3:29  |
| 10. | J'oublie toujours quelque chose                   | Lionel Florence                 | Pascal Obispo        | 3:27  |
| 11. | Qu'y a-t-il entre nous ?                          | Élodie Hesme                    | Christophe Deschamps | 3:43  |
| 12. | Juste un besoin de chaleur                        | Anna Filippi, Pascal Obispo     | Asdorve              | 3:29  |
| 13. | Quand aimer ne suffit pas                         | Marie-Jo Zarb                   | Asdorve              | 3:24  |
|     | Lucie (piste cachée)                              | Lionel Florence                 | Pascal Obispo        | 4:58  |

Single.  Titres sortis en single

## Crédits
Musiciens
- Les Archets de Paris - orchestre (pistes #1, #2, #4, #6, #8, #10, #13)
- Asdorve - guitares acoustiques (piste #3), programmation (piste #3), tambourin (piste #3), basse (piste #13), claviers (piste #13)
- Jean-Philippe Audin - violoncelle (pistes #1, #2, #4, #6, #8, #10, #13)
- Elsa Benabdallah - violon (pistes #1, #2, #4, #6, #8, #10, #13)
- Marie-Hélène Beridot - violon (pistes #4, #8, #10, #13)
- Fabien Boudot - violon (pistes #1, #2, #6)
- David Braccini - violon (pistes #1, #2, #4, #6, #8, #10, #13)
- Niels Brink - programmation (piste #7)
- Christophe Briquet - alto (pistes #1, #2, #4, #6, #8, #10, #13)
- Karen Brunon - violon (pistes #4, #8, #10, #13)
- Cédric Carlier - contrebasse (pistes #4, #8, #10, #13)
- Yvan Cassar - piano (piste #14)
- Emmanuelle Cohen - violoncelle solo (piste #5)
- Jean-Yves D'Angelo - piano (pistes #1, #8, #13)
- Dan Danitescu - violon (piste #5)
- Carole Dauphin - alto (pistes #1, #2, #6)
- Franck Dellavalle - violon (pistes #1, #2, #6)
- Pierre-Luc Denuit - violoncelle (pistes #1, #2, #4, #6, #8, #10, #13)
- Christophe Deschamps - batterie (pistes #1 à #3, #5, #6, #9 à #12)
- Michèle Deschamps - violon (pistes #1, #2, #6)
- Élisabeth Desenclos - violon (piste #5)
- Claude Engel - guitares acoustiques (pistes #1, #3, #5 à #7, #9 à #12)
- David Gabel - violon (pistes #4, #8, #10, #13)
- David Gategno - programmation batterie (piste #4), basse (piste #8)
- Françoise Gneri - alto (pistes #1, #2, #6)
- Marie-Laure Goudenhooft - violon (pistes #4, #8, #10, #13)
- Helga Gudmundsdottir - alto (pistes #1, #2, #4, #6, #8, #10, #13)
- Christophe Guiot - violon (pistes #1, #2, #6), violon solo (piste #4, #8, #10, #13)
- Pierre Jaconelli - guitares électriques (pistes #1 à #3, #5, #6, #9, #11, #12)
- Alain Kouznetzoff - violon (pistes #1, #2, #4, #6, #8, #10, #13)
- Cyril Lacrouts - violoncelle (pistes #1, #2, #4, #6, #8, #10, #13)
- Éric Lacrouts - violon (pistes #1, #2 #6)
- Franck Laroque - violon (pistes #1, #2, #6)
- Arnaud Lehmann - violon (piste #5)
- Arnaud Limonaire - alto (piste #5)
- Frédéric Mangeon - alto (piste #5)
- Agnès Martins da Fonsesca - violon (piste #5)
- Frédéric Masson - violoncelle (piste #5)
- Orchestre de Massy - orchestre (piste #5)
- Jocelyne Maubre - violon (pistes #1, #2, #6)
- Yves Melon - violon (pistes #1, #2, #6)
- Jason Meyer - violon (piste #5)
- Élodie Michalakakos - violon (piste #4, #8, #10, #13)
- Philippe Morel - violon (pistes #4, #5, #8, #10, #13)
- Philippe Nadal - violoncelle (pistes #1, #2, #4, #6, #8, #10, #13), régie (piste #4)
- Jonathan Naze - alto (pistes #4, #8, #10, #13)
- Arnaud Nuvolone - violon (pistes #4, #8, #10, #13)
- Pascal Obispo - guitares électriques (pistes #1, #10), programmation (pistes #1, #2, #6, #10), claviers (pistes #1, #2, #10), chœurs (pistes #1 à #5, #10 à #12), arrangement de cordes (piste #1, #6), guitares acoustiques (pistes #6, #9), piano (pistes #6, #11), percussions (piste #11)
- Élisabeth Pallas - violon (pistes #1, #2, #6)
- Laurent Philipp - violon (pistes #4, #8, #10, #13)
- André Pons - violon (piste #5)
- Stanislas Renoult - programmation (piste #5), chœurs (piste #5), direction de cordes (piste #5), arrangement de cordes (piste #5)
- Le réveil du studio O - tic tac (piste #4)
- Ghislaine Rouits - alto solo (piste #5)
- Stéphane Rullière - violon (piste #5)
- Natasha St-Pier - chœurs (piste #3 à #5, #12)
- Richard Schmoucler - violon (pistes #1, #2, #6)
- Klodiana Skenderi - violon (pistes #4, #8, #10, #13)
- Sébastien Surel - direction de cordes (pistes #1, #2, #4, #6, #8, #10, #13), arrangement de cordes (pistes #1, #2, #4, #6, #8, #10, #13)
- Daniel Vagner - alto (pistes #4, #8, #10, #13)
- Laurent Vernerey - basse (pistes #1 à #7, #9 à #12)
- Marc Vieilleton - violon solo (piste #5)
- Anne Villette - violon (pistes #1, #2, #6)
- Christophe Voisin - programmation (pistes #1, #2, #5 à #7, #9, #10)
- Volodia - programmation (piste #7)

Staff d'enregistrement et de production
- ADT Continental - production exécutive
- Axel Brisard - assistant enregistrement des cordes
- Stéphane Gauthier - assistant mixage
- Stéphane Levy-B - enregistrement
- Miles Showell - mastering
- Volodia - enregistrement, enregistrement des cordes, mixage

Conception artistique
- Momo&C° - design
- William Sitruk - photographie

### Lieux
Les principaux lieux de conception de l'album sont les suivants:
- Le Studio O sur la commune de Suresnes (Hauts-de-Seine) où l'album est enregistré dans son intégralité sous la direction de Volodia et Stéphane Lévy-B. C'est aussi ici que sont enregistrées les cordes sous la direction de Volodia assisté d'Axel Brisard.
- Les Studios Méga sur la commune de Suresnes (Hauts-de-Seine) où les morceaux de l'album seront mixés par Volodia assisté de Stéphane Gauthier.
- Les Studios Metropolis à Chiswick (Angleterre) où les morceaux seront masterisés par Miles Showell.

## Classements et certifications
| Pays          | Classement | Temps au hit-parade | Certification | Ventes certifiées | Ventes réelles |
| ------------- | ---------- | ------------------- | ------------- | ----------------- | -------------- |
| Belgique (Fr) | 6e         | 77 semaines         | Or            | 20 000            |                |
| France        | 3e         | 91 semaines         | Platine       | 300 000           | 419 270,       |
| Pologne       | 17e        | 9 semaines          |               |                   |                |
| Suisse        | 14e        | 20 semaines         | Or            |                   |                |

## Rééditions
- L'album sera réédité quelques semaines après sa sortie en France[12], le 23 novembre 2003, couplé avec À chacun son histoire. L'album se classera 102e du classement général pendant une semaine et restera présente dans le top durant 6 semaines[12].
- L'album sera encore utilisé lors du coffret couplé avec l'album précédent, De l'amour le mieux qui sortira en France le 15 septembre 2006[13].
- L'album ressortira enfin le 28 septembre 2007 dans un coffret couplé avec l'album suivant intitulé Longueur d'ondes en France[14], en Belgique[15] et en Suisse[16]. Le même coffret ressortira finalement un an après le 26 septembre 2008 avec un nouveau packaging[14],[15],[16].